# Paranthrenopsis
Paranthrenopsis é um gênero de traça pertencente à família Brachodidae.